# Космос-2450
Космос-2450 је један од преко 2400 совјетских вјештачких сателита лансираних у оквиру програма Космос.
Космос-2450 је лансиран са космодрома Плесецк, Русија, 29. априла 2009. Ракета-носач Сојуз је поставила сателит у орбиту око планете Земље. 